# St. Margaretha (Ostenfelde)

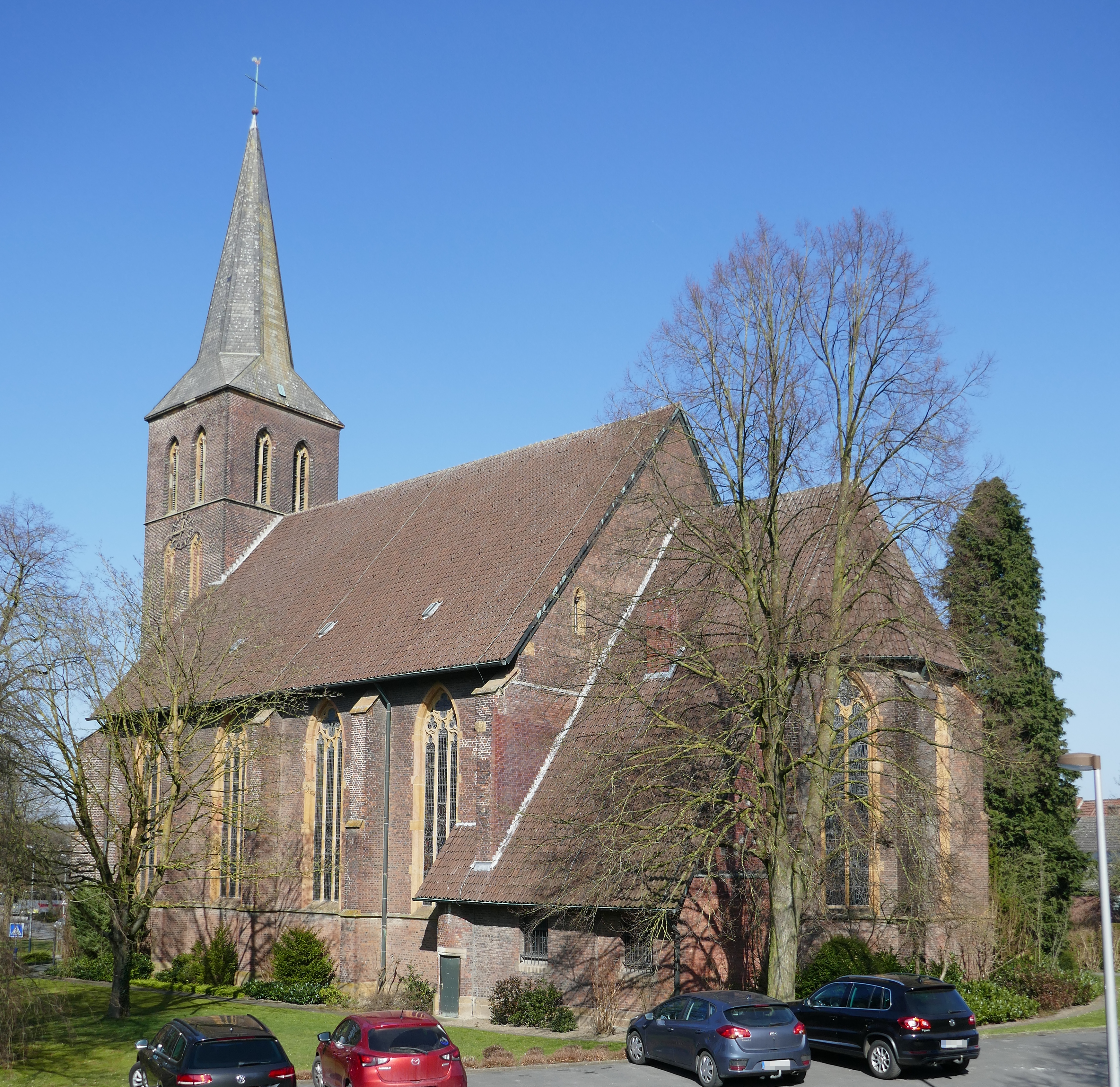
St. Margaretha in Ostenfelde

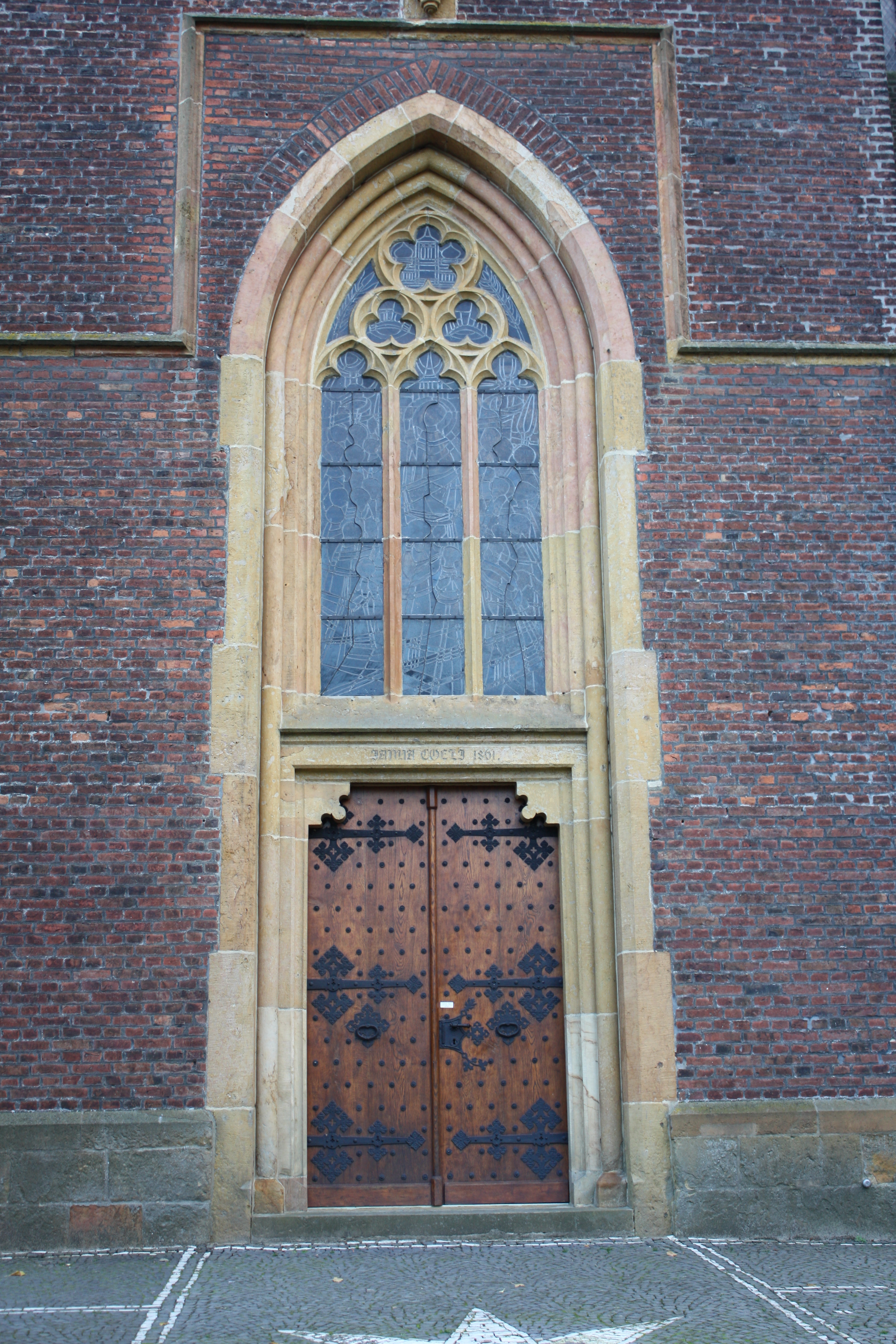
Das Hauptportal

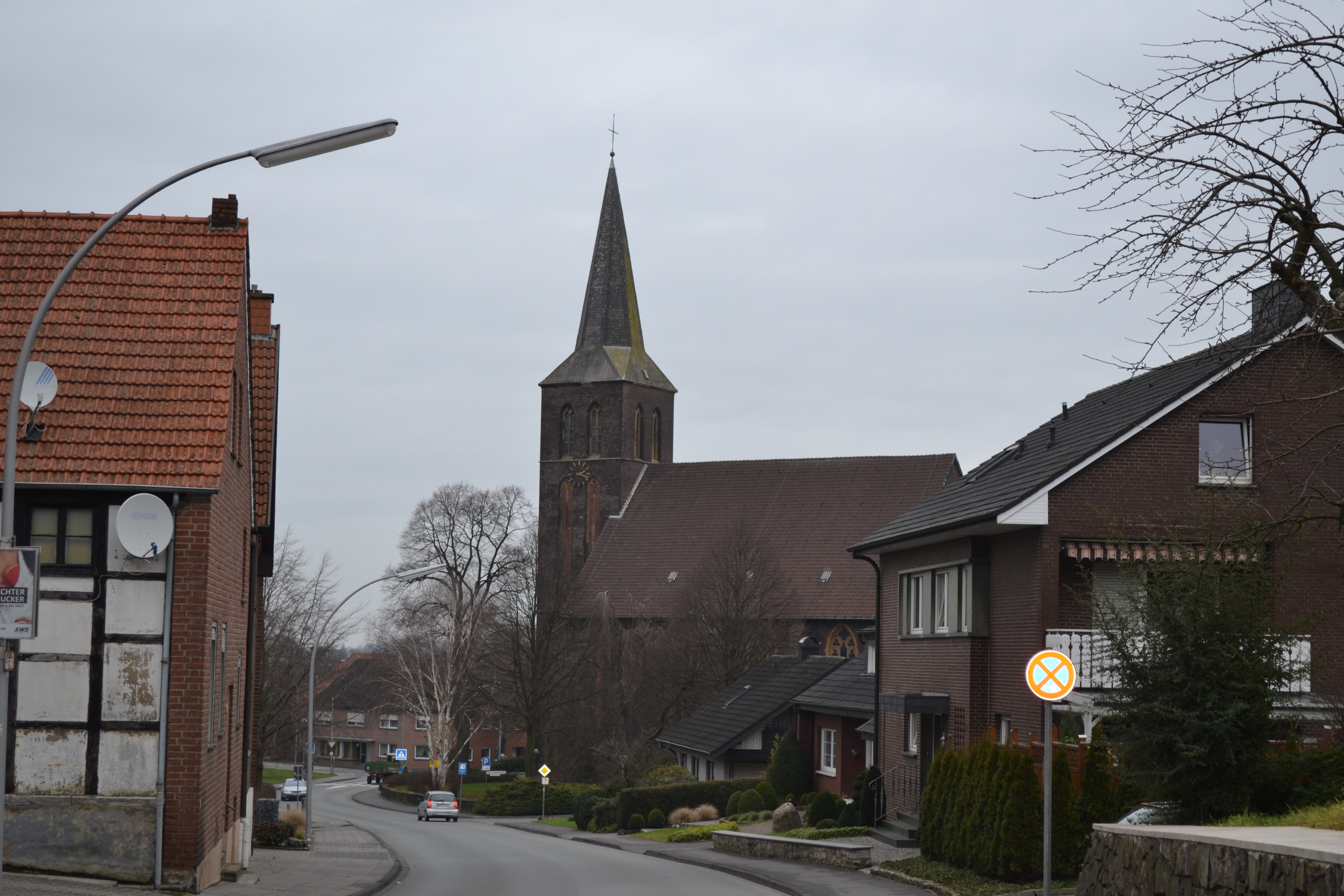
Die Kirche in der Ortslage

St. Margaretha ist eine römisch-katholische Pfarrkirche in Ostenfelde, einem Ortsteil von Ennigerloh im Kreis Warendorf. (Nordrhein-Westfalen). Kirche und Gemeinde gehören zum Dekanat Beckum im Bistum Münster. Die Kirche ist dem Patrozinium der Hl. Margaretha von Antiochien unterstellt.

## Baugeschichte
Die Vorgängerkirche vom 11. Jahrhundert stand etwas entfernt am Margarethenplatz. Sie bildete, so wie auch die heutige, den Dorfmittelpunkt. Sie wurde 1859 abgebrochen. Die Bruchsteine fanden Wiederverwendung, sie wurden für den Bau der beiden Bauerschaftskapellen auf dem Schürenbrink und dem Dromberg benutzt. Die Vorgängerkapellen waren baufällig geworden.
Nachdem die alte Kirche für baufällig befunden wurde, gestattete der Regierungsbezirk Münster am 2. Dezember 1854 zunächst eine Hauskollekte. Hier war bereits vom Neubau statt von einer Renovierung die Rede. Der Landrat des Kreises Warendorf sprach sich am 24. Januar 1855 gegen die Bewilligung aus, da er eine Reparatur für ausreichend hielt. Allerdings sah er ein, dass die Kirche für die 1637 Katholiken zu klein war. Daraufhin wurde die Kollekte endgültig abgelehnt. Die als wohlhabend geltende Gemeinde wurde stattdessen aufgefordert, einen Fonds mit 12000 Talern aufzubringen. Bis zur Erneuerung der Kirche sollten die benachbarten Gotteshäuser aufgesucht werden. Noch 1855 stellte die Gemeinde den Fonds durch Kapitalaufnahme bereit. Trotz Vorbehalten des Landrates, der keine Kapitalaufnahme wünschte, wurde seitens des Oberpräsidenten des Regierungsbezirks Münster eine Kollekte genehmigt. Sie erbrachte 4752 Taler 22 Sgr. 9 Pfg. In den Jahren 1860–1861 errichtete Emil von Manger den Neubau. Nach dessen Fertigstellung wurde die alte Kirche auf dem Margarethenplatz abgerissen.

## Baubeschreibung
Die neugotische dreischiffige Hallenkirche  wurde in Backsteinen auf einem Natursteinsockel errichtet. Sie ist 37,50 m lang, 17,50 m breit und der Turm hat eine Gesamthöhe von 51,97 m. Das Langhaus erstreckt sich über vier Joche, daran schließt sich der Chor über zwei niedrigere Joche an. Nördlich des Chores befindet sich die Sakristei. Für die Familienmitglieder des Hauses Vornholz wurde eine Empore mit separatem Zugang errichtet, ferner wurde für die Familie eine Krypta angebaut, in die die Särge aus der alten Kirche umgebettet wurden und danach gestorbene Mitglieder der Familie die letzte Ruhen fanden. Die Särge sind in verschlossenen Nischen untergebracht.

## Orgel

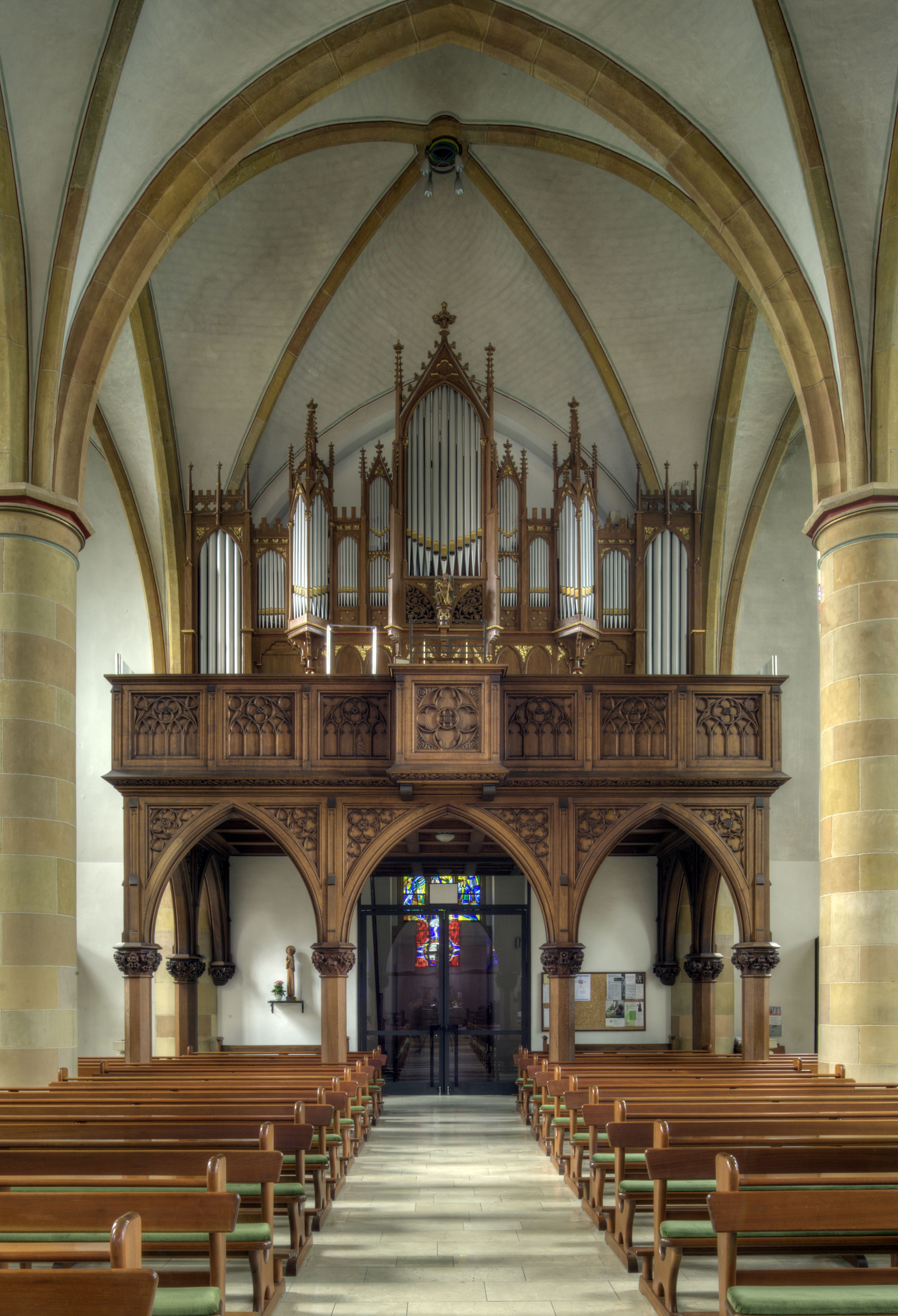
Die Feith/Sauer-Orgel im Jahr 2015

Die Orgel wurde 1939 als Kegelladen-Instrument von dem Orgelbauer Anton Feith (Paderborn) erbaut. Dabei wurden einige Register des Vorgängerinstruments von 1864 (Carl August Randebrock, Paderborn) und das vorhandene Gehäuse wiederverwendet. Die seitlichen Pedaltürme und die stehenden Flachfedern, die mit den Türmen in Verbindung stehen, wurden zum Hauptwerk hin angefügt. 2010 wurde das Instrument umfassend restauriert. Die Orgelbaufirma Sauer führte die Arbeiten aus, bei der das Instrument neu gefasst wurde. Die Orgel besitzt insgesamt 1730 Pfeifen; die kleinste ist 8 mm und die größte 2,50 m hoch.
| I Hauptwerk C– |             |       |   |
| 1.             | Prinzipal   | 8′    | R |
| 2.             | Gedeckt     | 8′    | R |
| 3.             | Quintade    | 4′    | R |
| 4.             | Oktave      | 4′    | R |
| 5.             | Spitzflöte  | 4′    |   |
| 6.             | Quinte      | 2 ⁄3′ | R |
| 7.             | Superoktave | 2′    | R |
| 8.             | Mixtur IV-V | 2′    |   |
| 9.             | Trompete    | 8′    |   |

| II Schwellwerk C– |                       |        |   |
| 10.               | Hornprinzipal         | 8′     |   |
| 11.               | Hohlflöte             | 8′     |   |
| 12.               | Salizional            | 8′     | R |
| 13.               | Italienisch Prinzipal | 4′     |   |
| 14.               | Rohrflöte             | 4′     |   |
| 15.               | Nasard                | 2 ⁄3′  |   |
| 16.               | Nachthorn             | 2′     |   |
| 17.               | Terz                  | 1 3⁄5′ |   |
| 18.               | Oktavzimbel III       | 1′     |   |
| 19.               | Dulzian               | 16′    |   |
| 20.               | Krummhorn             | 8′     |   |
|                   | Tremulant             |        |   |

| Pedal C– |                    |         |
| 21.      | Untersatz          | 16′     |
| 22.      | Zartbass           | 16′     |
| 23.      | Quintbass          | 10 2⁄3′ |
| 24.      | Prinzipalbass      | 8′      |
| 25.      | Bassflöte          | 8′      |
| 26.      | Choralbass         | 4′      |
| 27.      | Posaune            | 16′     |
| 28.      | Dulzian (= Nr. 19) | 16′     |

- Koppeln: II/I, I/P, II/P; II/II und I/I als Sub- und Superoktavkoppeln, I/P als Superoktavkoppel
- Anmerkung:

R= Register von Randebrock (1864)

## Ausstattung

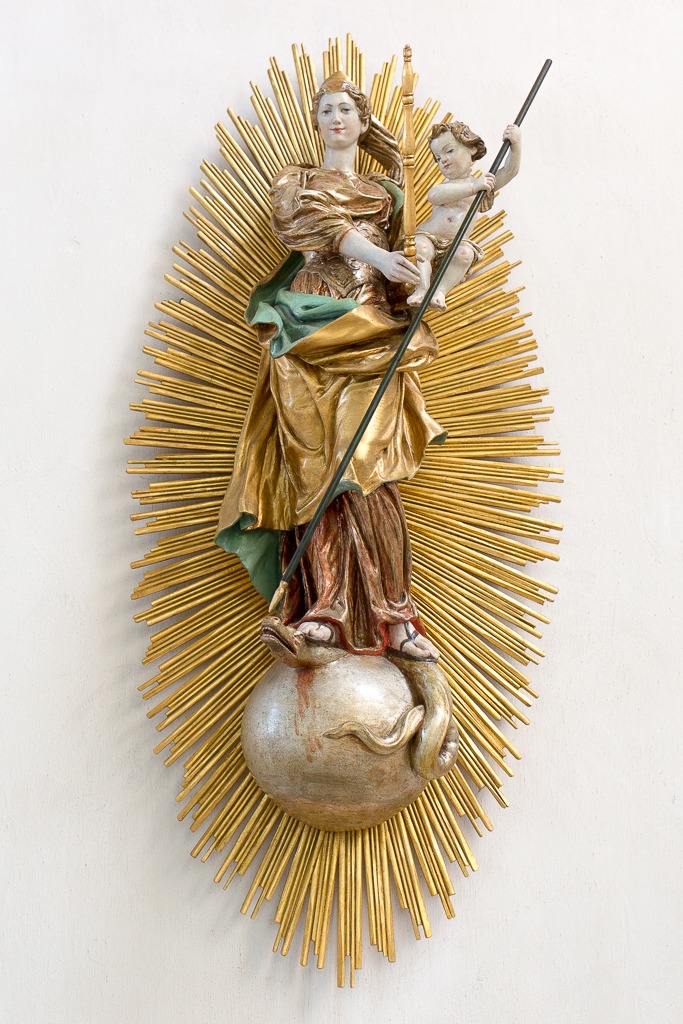
St. Margaretha, Strahlenkranzmadonna, 2019

- Aus dem Vorgängergebäude stammen die Strahlenkranzmadonna, der Taufstein, und das spätgotische Altarkreuz
- Der Taufstein in oktogonaler Form ist mit Maßwerk verziert er stammt aus der Zeit um 1500[7]
- Die Marienglocke wurde 1738 gegossen, sie wurde aus der alten Kirche übernommen.[8] Sie ist die zweitgrößte Glocke des Geläuts und auf den Ton e gestimmt. Im Zweiten Weltkrieg musste sie für Kriegszwecke abgegeben werden und wurde 1947 unversehrt vom Hamburger Glockenfriedhof geholt.
- Die Margarethenglocke ist die größte Glocke. Sie ist auf den Ton cis gestimmt.
- Die Josephsglocke ist auf den Ton fis gestimmt und sie ist die zweitkleinste Glocke.
- Die Angelusglocke ist auf den Ton gis gestimmt.
- Der geschnitzte und gefasste Kruzifixus ist eine Arbeit vom Ende des 14. Jahrhunderts.[9]